# Belfor Fernández Rodríguez
Belfor Fernández Rodríguez (Cauquenes, 1 de enero de 1859 - Santiago de Chile, 4 de octubre de 1936) fue un político y abogado chileno.

## Primeros años
Fernández fue hijo de Daniel Fernández Rufat y de Ismenia Rodríguez Rodríguez. Se casó en Talca en 1885 con Luz Estela Fernández Armas.
Educado en el Liceo de Talca (actual Liceo Abate Molina), donde ingresó en 1873. Estudió Derecho en la Universidad de Chile, y juró como abogado el 6 de mayo de 1884.

## Carrera

### Labor Legalista
Fue notario y secretario judicial de los departamentos de Curepto (1886) y La Victoria de San Bernardo (1887). Juez de Letras de Freirina (1888) y Chillán (1889-1891). Destituido de sus cargos por su adherencia a la política de Balmaceda, se dedicó posteriormente al ejercicio de su profesión y en el Liceo de Talca fue profesor de Filosofía hasta 1893.

### Labor Parlamentaria
Abogado de la Municipalidad de Talca (1900-1906). Militante del Partido Liberal Democrático, fue elegido Diputado por Talca, Curepto y Lontué por cinco períodos consecutivos (1906-1921). Integró la Comisión permanente de Industria y Obras Públicas. Fue Cámara de Diputados en 1917.

### Labor Ministerial
Ministro de Hacienda en 1905 y de Industria y Obras Públicas en 1912. Abogado interventor del ferrocarril trasandino por Juncal en 1922. Superintendente de la Casa de Moneda (1923-1927). Jubiló en septiembre de 1927.